# Calamaria mecheli
Espèce
Statut de conservation UICN

 DD  : Données insuffisantes
Calamaria mecheli  est une espèce de serpents de la famille des Colubridae.

## Répartition
Cette espèce est endémique de Sumatra en Indonésie.

## Description
L'holotype de Calamaria mecheli mesure 210 mm dont 10 mm pour la queue.

## Étymologie
Cette espèce est nommée en l'honneur d'Anton von Mechel.

## Publication originale
- Schenkel, 1901 : Achter Nachtrag zum Katalog der herpetologischen Sammlung des Basler Museums. Verhandlungen der Naturforschenden Gesellschaft in Basel, vol. 13, p. 142-199 (texte intégral)